# Andorra en los Juegos Olímpicos de Lillehammer 1994
Andorra estuvo representada en los Juegos Olímpicos de Lillehammer 1994 por un total de 6 deportistas que compitieron en esquí alpino.
La portadora de la bandera en la ceremonia de apertura fue la esquiadora Vicky Grau. El equipo olímpico andorrano no obtuvo medalla alguna en estos Juegos.